# 森金次郎
森 金次郎（もり きんじろう、1930年2月7日 - 2018年5月23日）は、京都府出身の税理士。元日本税理士会連合会会長。

## 人物
- 立命館大学専門部文学科卒業。1960年京都市にて税理士事務所開業。
- 1980年京都府監査委員。1993年近畿税理士会会長。1997年から2007年まで日本税理士会連合会会長。
- 企業会計審議会臨時委員、国税審議会臨時委員、政府税制調査会委員なども務め、政府の税政とも深い関わりがあった。
- 冷泉家時雨亭文庫の監事を務める[1]。
- 自由民主党参議院議員の西田昌司は森の事務所の元職員である。